# Melissa Hayden (Schauspielerin)
Melissa Hayden (* 13. November 1969 in Pacific Palisades, Los Angeles, Kalifornien) ist eine US-amerikanische Schauspielerin.
Hayden gab 1981 ihr Filmdebüt an der Seite von Steve Martin in Tanz in den Wolken. Nach einigen kleinen Nebenrollen stieg sie 1991 in der Seifenoper Springfield Story ein. Dort spielte sie die Rolle der Bridget Reardon bis 1997. Für diese Rolle gewann sie 1993 den Young Artist Award und 1994 den Soap Opera Digest Award sowie den Emmy.
Vor ihrer Karriere als Schauspielerin war sie ein langjähriges Mitglied der in Kalifornien ansässigen Gesang- und Tanzgruppe The Young Americans. 